# George West (Teksas)
George West – miasto w Stanach Zjednoczonych, w stanie Teksas, w hrabstwie Live Oak. W 2000 roku liczyło 2 524 mieszkańców.